# Carlos Borromeu
São Carlos Borromeu (Arona, 2 de outubro de 1538 – Milão, 3 de novembro de 1584) foi um Cardeal italiano e Arcebispo de Milão, sendo o primeiro bispo a fundar seminários para a formação dos futuros padres; promoveu sínodos diocesanos; abundou os escritos catequéticos e conhecimento da doutrina católica.

## Biografia
Era filho do Conde Gilberto Borromeo e de Margherita de Medici, irmã do Papa Pio IV (1559–1565), do qual era, portanto, sobrinho.
Carlos recebeu ótima formação humana e cristã, de forma que estudou na Universidade de Pavia e destacou-se pela facilidade de administrar e tratar as pessoas. Chamado a Roma, pelo tio Papa, São Carlos mesmo antes de receber os Sacramentos da Ordem, aceitou a nomeação e responsabilidades de Cardeal e Arcebispo de Milão, num tempo em que a Igreja abria-se para sua renovação interna.
Bispo que tornou-se para a Igreja um modelo de pastor e caridade, já que se consumiu por inteiro pela guarda e salvação das almas. Ele, logo após ter auxiliado o Papa e tê-lo motivado para colocar em prática todo o inspirado conteúdo do Concílio de Trento (1545–1563), assumiu com todo o ardor a missão de obedecer as decisões que levaram à contrarreforma, o qual respondia as necessidades da Igreja daquela época, e também levar a todos os fiéis da diocese de Milão para o Cristo. Lutou contra o protestantismo nos vales suíços, impondo estritamente os ditames do Concílio de Trento. Em sua visita pastoral no Vale da Mesolcina (Suíça), mandou prender mais de 150 pessoas por feitiçaria. Quase todos abandonaram a religião protestante após a tortura, preferindo abjurar para salvar suas vidas; entretanto, doze mulheres e um reitor foram condenados à fogueira na qual foram atirados de cabeça para baixo.

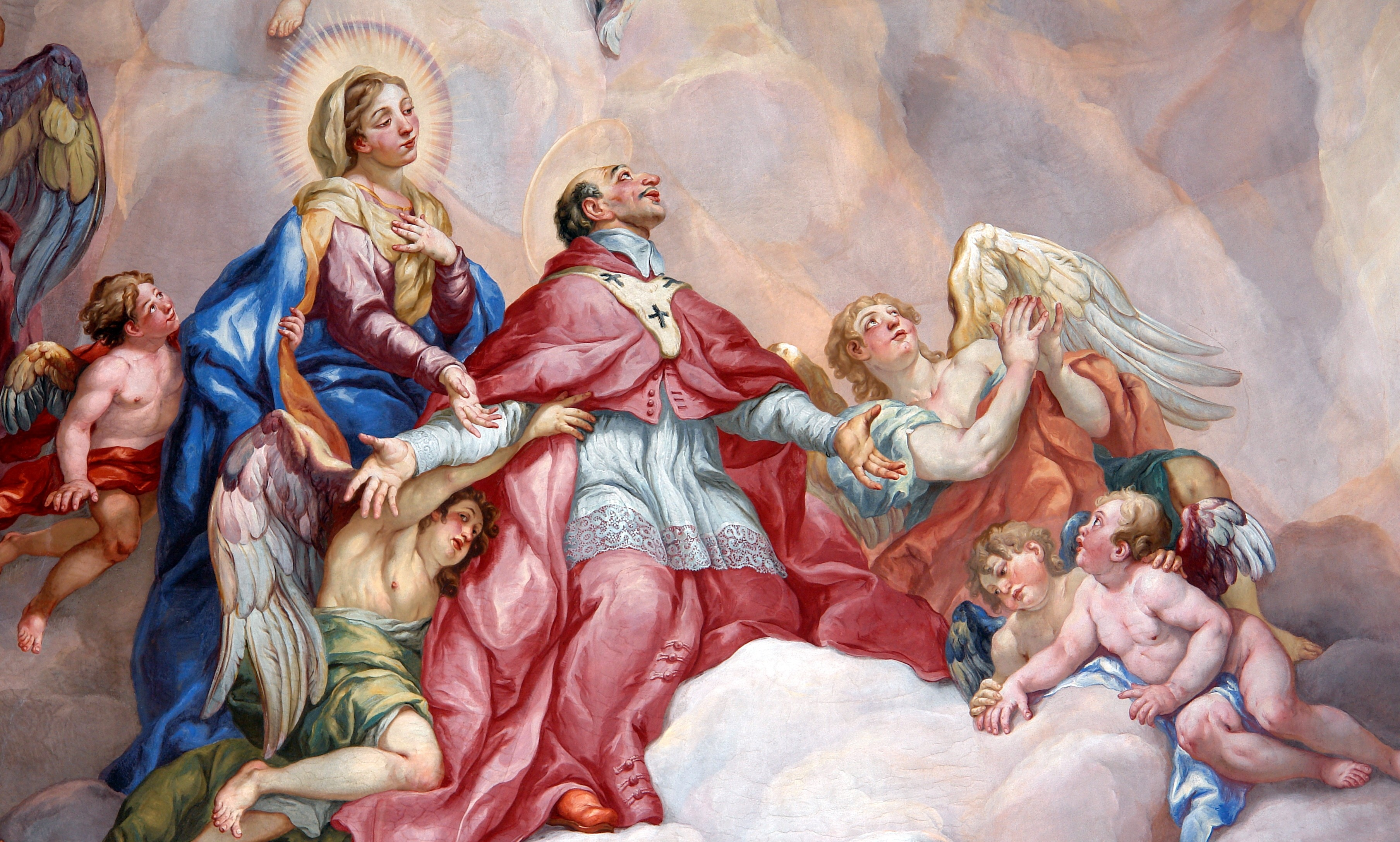
Virgem Maria em apoio a Carlos Borromeu - Teto pintado por Johann Michael Rottmayr (1654–1730) para a Karlskirche, Viena.

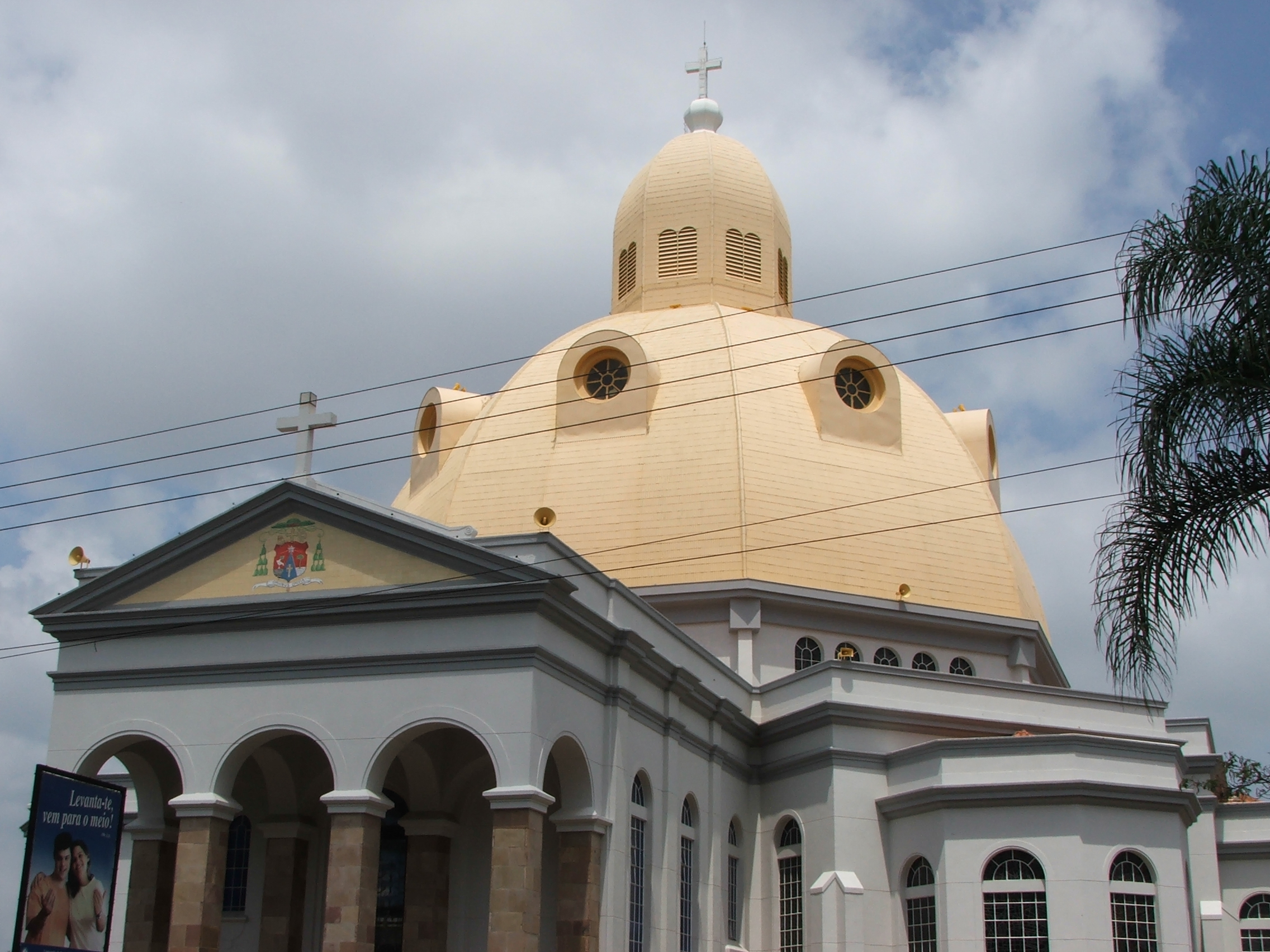
Catedral Diocesana de São Carlos, em São Carlos, Brasil, é dedicada a São Carlos Borromeu

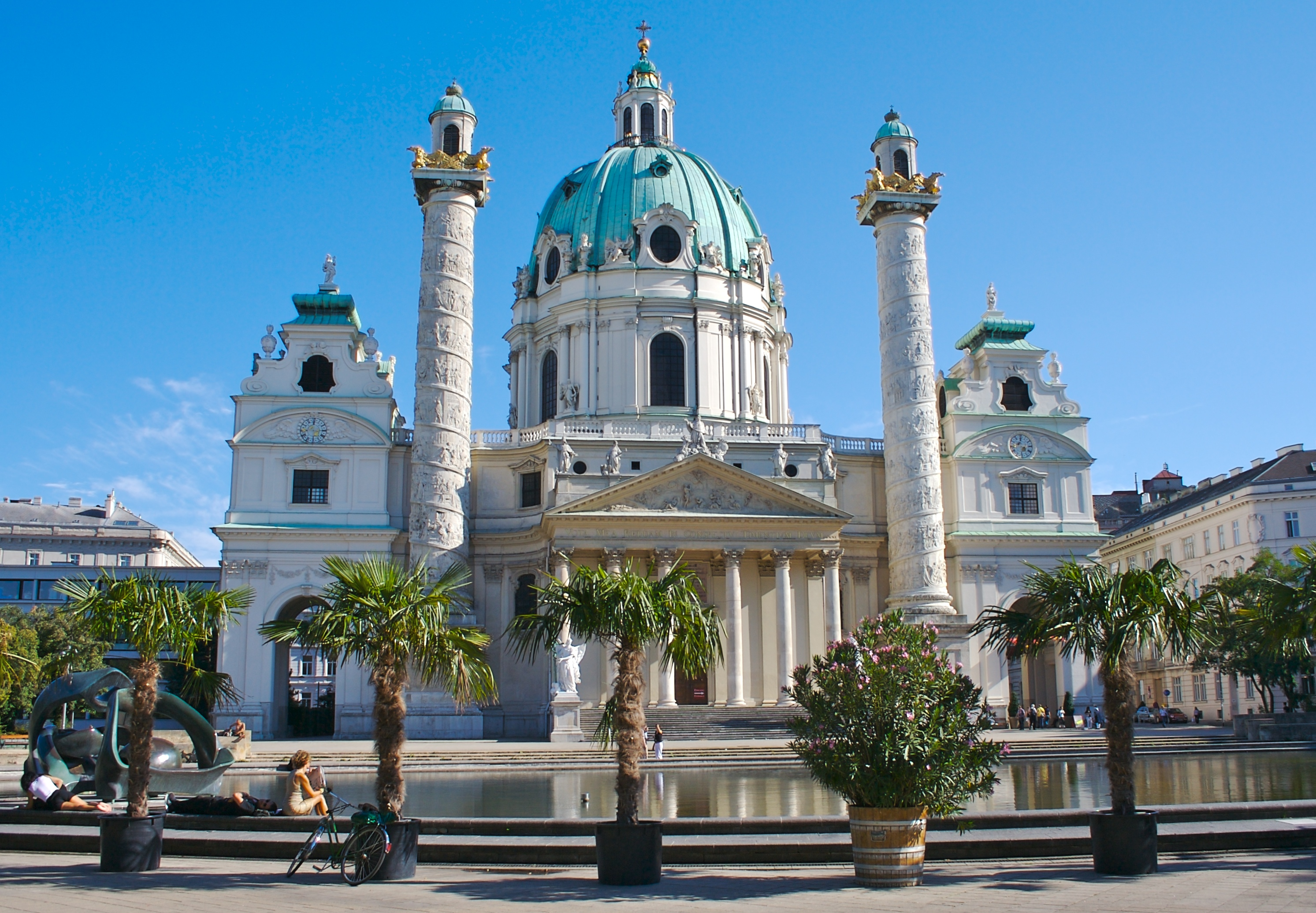
A Igreja de São Carlos, em Viena, Áustria, é dedicada a São Carlos Borromeu

Determinado, foi o primeiro bispo a fundar seminários para a formação dos futuros padres; promoveu sínodos diocesanos; abundou os escritos catequéticos e conhecimento da doutrina católica; impulsionou a boa empresa e assistiu com seu zelo e apostolado santo toda a sua região além de ajudar na Evangelização de outras áreas da Europa, desta maneira deu sua vida a Deus gastando-se totalmente pelo bem dos outros e da Igreja.
Sentindo-se atraído pela vida contemplativa, pensou em renunciar à arquidiocese. Mas seu amigo o Venerável Dom Frei Bartolomeu dos Mártires, arcebispo de Braga, dissuadiu-o dessa ideia, convencendo-o de que, naquele século em que o alto Clero tantas vezes dava mau exemplo, seria melhor que ele, altamente colocado na escala social e ademais sobrinho de um Papa, desse o bom exemplo de vida santa como arcebispo. Foi o que fez São Carlos Borromeu, modelo perfeito de pastor-de-almas zeloso, que aplicou em Milão as reformas ordenadas pelo Concílio de Trento.
Bento XVI a ele referindo-se  afirmou: 
Sua figura destaca-se no século XVI como modelo de pastor exemplar pela caridade, doutrina, zelo apostólico e sobretudo, pela oração.
Dedicou-se por completo à Igreja ambrosiana: a visitou três vezes; convocou seis sínodos provinciais e onze diocesanos; fundou seminários para formar uma nova geração de sacerdotes; construiu hospitais e destinou as riquezas de família ao serviço dos pobres; defendeu os direitos da Igreja contra os poderosos; renovou a vida religiosa e instituiu uma nova Congregação de sacerdotes seculares, os Oblatos. (...) Seu lema consistia em uma só palavra: "Humilitas". A humildade o impulsionou, como o Senhor Jesus, a renunciar a si mesmo para fazer-se servo de todos".
Carlos Borromeu é o santo protetor dos catequistas.